# Dietlinde Munzel-Everling
Dietlinde Munzel-Everling (* 1942 in Schwiebus) ist eine deutsche Rechtswissenschaftlerin und Rechtshistorikerin.
Munzel-Everling bestand 1962 ihr Abitur am Lessing-Gymnasium in Frankfurt am Main. Von 1962 bis 1968 studierte sie Rechtswissenschaften an den Universitäten in Freiburg im Breisgau und Frankfurt am Main mit dem Schwerpunkt Rechtsgeschichte bei unter anderem Adalbert Erler und Ekkehard Kaufmann. 
1968 legte sie ihr erstes und 1973 zweites juristisches Staatsexamen ab. 1972 promovierte sie bei Adalbert Erler über Die Innsbrucker Handschrift des Kleinen Kaiserrechtes. Von 1974 bis 1978 war sie Assistentin am rechtshistorischen Lehrstuhl der Universität Mainz und später freie wissenschaftliche Mitarbeiterin für Deutsche Rechtsgeschichte. 
Munzel-Everling hat drei Kinder und lebt heute in Wiesbaden. Sie betreibt einen Online-Buchhandel.

## Veröffentlichungen (Auswahl)
- Das Kleine Kaiserrecht. Text und Analyse eines mittelalterlichen Rechtsbuches. Hylaila-Verlag, Wiesbaden 2019, ISBN 978-3-00-061953-3.
- Der Sachsenspiegel. Univ.-Bibliothek Heidelberg, Heidelberg 2009; ISBN 978-3-927705-21-0
- Rolande, die europäischen Rolanddarstellungen und Rolandfiguren. Stekovics, Dößel 2005; ISBN 3-89923-104-X
- Rolande der Welt. Wiesbaden 2004, ISBN 3-00-013829-3
- Dez Keisers Recht, das kleine Kaiserrecht. (3 Teile) Magistrat der Stadt Flörsheim, Flörsheim am Main 2003; ISBN 3-9809134-1-4
- Die Innsbrucker Handschrift des kleinen Kaiserrechtes. Scientia-Verlag, Aalen 1974; ISBN 3-511-06851-7